# Timocreón
Timocreón de Ialisos, Rodas (griego Τιμοκρέοντος) era un poeta lírico griego que vivió aproximadamente en 480 a. C., en los tiempos de las guerras médicas. Su poesía sobrevive en algunos fragmentos. Parece haber compuesto principalmente versos de guerra, y para las fiestas dionisíacas, especialmente dedicada a los bebedores. 
Es recordado particularmente por los enfrentamientos amargos entre los líderes de la resistencia griega, Temístocles y Simónides ante la invasión de los Persas sobre Grecia, especialmente en las instancias donde Atenas había caído, y en la tan trabajosa victoria griega en la Batalla de Salamina, y expulsión final de los persas. También fue un atleta de alguna distinción.
Un epitafio para él, apareciendo en la Antología Palatina, fue acreditado a su rival Simonides:
"Después de que mucho he bebido, mucho comido y mucho calumniando, Yo, Timocreón de Rodas, descanso aquí en paz."

### Fragmento 728
| Μοῦσα τοῦδε τοῦ μέλεος κλέος ἀν᾽ Ἕλλανας τίθει, ὡς ἐοικὸς καὶ δίκαιον. | Musa, extiende la fama de esta canción entre los griegos, como es razonable y justo. |